# Eurelijus Žukauskas
Eurelijus Žukauskas (Klaipėda, 22 de agosto de 1973) é um ex-basquetebolista profissional lituano atualmente aposentado. Durante sua carreira na Seleção Lituana de Basquetebol conquistou a Medalha de Bronze nos Jogos Olímpicos de Verão de 2000 em Sydney e nos Jogos Olímpicos de Verão de 1996 em Atlanta.